# Viaducto de Meldon
El viaducto de Meldon es una estructura ferroviaria en desuso que cruza el río West Okement en Meldon. Está situado a unas 2,5 millas (4 km) al suroeste de Okehampton, en el límite del Parque nacional de Dartmoor, localizado en Devon (suroeste de Inglaterra). Este puente de celosía se construyó con hierro forjado en lugar de con arcos de piedra o ladrillo. Se inauguró en 1874 para una sola vía, pero en 1879 se duplicó su anchura para poder alojar una segunda vía. Aunque los servicios ferroviarios regulares se cancelaron en 1968, una cantera local estuvo utilizando durante algunos años más el tramo del puente como vía de maniobras para sus trenes. En la década de 1990 se eliminó la vía única que quedaba.
El cruce ahora lo utiliza the Granite Way, un sendero ciclista que bordea Dartmoor. Es un monumento planificado y es uno de los dos únicos puentes ferroviarios supervivientes en el Reino Unido que utilizan pilares de celosía de hierro forjado para soportar cerchas también de hierro forjado.

## Historia
{{
|title= FC de Dartmoor
|title-bg= #be2d2c
|collapsible= yes
|collapse= yes
|style=min-width:285px;
|map= 
~~millas~~
d\\CONTg~~ ~~ ~~Línea Tarka a Exeter St Davids
d\\HST~~0¾~~Crediton
d\\SPLa
d\\vBUE~~ ~~ ~~Paso a nivel de Salmon Pool
d\\vHST-eHST~~3¾~~Yeoford
d\\vÜSTx~~ ~~ ~~Coleford Junction
d\\d!~kSTR3\STR
dCONTgq\kSTRr+1\d!~kSTRc4\STR~~ ~~ ~~Línea Tarka a Barnstaple
\\eHST~~8½~~Bow
\\eHST~~11¾~~North Tawton
\\eHST~~14½~~Sampford Courtenay
\\eHST~~18¼~~Okehampton Parkway~~(planeada)
\\HST~~18¼~~Okehampton
\\eHST!~lENDE@F~~20¼~~Estación del viaducto de Meldon
\\exhSTRae~~ ~~ ~~Viaducto de Meldon
\\exkABZg3~~ ~~ ~~ 
| FC Londres &SO          |
| y Línea Exeter–Plymouth |

exCONTgq\exkSTRr+1\exSTR+k4~~ ~~ ~~a Padstow England y Bude
\\exCONTf~~ ~~ ~~a Plymouth vía Bere Alston
}}
En el siglo XIX, el Ferrocarril de Londres y del Suroeste (LSWR) competía con el Great Western Railway (GWR) para ofrecer a los viajeros trenes cada vez más veloces desde la Estación de Waterloo en Londres con destino a Devon y a Cornualles. Pero el Ferrocarril del Sur de Devon, un asociado del GWR, ya había construido una línea de Exeter St Davids a Plymouth a lo largo de la costa sur y por el lado sur de Dartmoor bajo la dirección de Isambard Kingdom Brunel. Por lo tanto, el LSWR, de la mano de su ingeniero William Galbraith, debió asumir que su ruta desde Exeter tendría que rodear los lados norte y oeste de Dartmoor.
El viaducto de Meldon se inició en 1871 y se inauguró el 12 de octubre de 1874, uniendo Okehampton y Lydford (el nombre por entonces se escribía Lidford). Era parte de las rutas del LSWR a Plymouth (desde 1876) y Bude (desde 1898) a través de Okehampton. Originalmente tenía una sola vía, pero se duplicó en 1879, cuando se construyó junto a él un segundo viaducto de diseño similar y se unieron los dos. Esto se hizo mientras la primera vía permanecía en servicio. Para evitar el uso de andamios de gran altura, los caballetes fueron erigidos utilizando grúas Derrick montadas sobre la estructura original. Las 12 celosías metálicas, cada una con un peso de 21 toneladas largas (21,3 t), se montaron junto al viaducto, y se levantaron con dos grúas montadas sobre rieles fuertemente lastradas, que luego se desplazaron hacia el puente original, bajándose las celosías a su posición definitiva. Cada celosía se instaló en aproximadamente 2 horas y 30 minutos, por lo que el trabajo se pudo organizar según el horario del tren sin cerrar la línea. El método, ideado por el ingeniero T. Wrightson y supervisado en la obra por W. Jacomb, funcionó bien y todo el herraje se erigió en 16 semanas. El 5 de mayo de 1931, un carpintero, F. Rook, murió en un accidente mientras reemplazaba la plataforma de madera en una de las vías.
El viaducto tiene una longitud de 535 pies (163,1 m) y se eleva 151 pies (46,0 m) sobre el fondo del valle. Tiene una ligera curva  lo que, combinado con su posición expuesta al viento, se tradujo en la aplicación de restricciones de la velocidad de paso y de la carga por eje a los trenes que la cruzan. El límite de velocidad se fijó en 20 millas por hora (32,2 km/h) en 1927.
En 1938 se agregaron tirantes entre los extremos inferiores de los caballetes más antiguos. En 1944, para permitir el tráfico pesado en tiempos de guerra, las patas exteriores de los caballetes se reforzaron con hormigón adicional con el fin de incrementar su peso y resistir mejor así su tendencia a levantarse. El viaducto se reforzó aún más entre 1959 y 1960, lastrándose las patas internas de los caballetes, y se reemplazó el arriostramiento original por piezas de mayor sección.
Los servicios de pasajeros se cancelaron en 1968, después de lo cual la línea volvió a ser de vía única, y desde entonces el viaducto se utilizó principalmente para las maniobras de los trenes de carga que servían a la cantera de balasto de Meldon. En 1970 se construyó una carretera a través del viaducto para permitir el acceso de los camiones a las obras del embalse de Meldon, entonces en construcción. El puente se evaluó en 1990 como demasiado débil para transportar trenes, y se retiraron los rieles. Seis años más tarde, el viaducto fue rehabilitado y reabierto como parte del Granite Way, un itinerario de 11 millas (17,7 km) para el uso combinado de ciclistas y caminantes, que forma parte de la ruta NCR27. Calificado como un monumento planificado, es propiedad de la Meldon Viaduct Company Ltd, una empresa sin ánimo de lucro fundada en 1998 para salvaguardarlo.
En varios momentos desde el cierre de la línea, los habitantes de la zona y los entusiastas de la conservación del patrimonio han hecho campaña para su reapertura, una campaña que tuvo una gran repercusión en 2014, después de que un fuerte temporal cortó la Línea Principal del Great Western en Dawlish en el mes de febrero. Según Network Rail, el estado del viaducto de Meldon fue un obstáculo importante para la reapertura de la línea, y sería necesario reemplazarlo antes de que los trenes pudiesen circular por la línea.

## Diseño
El viaducto está construido principalmente de hierro forjado. Es uno de los dos puentes ferroviarios de caballetes y celosía de hierro forjado que sobreviven en el Reino Unido. El otro es el viaducto de Bennerley, situado entre Nottinghamshire y Derbyshire, que se diferencia por tener sus celosías con las diagonales entrecruzadas.
En realidad, la estructura está formada por dos viaductos, situados uno al lado del otro. Cada viaducto consta de seis tramos de 90 pies (27,4 m) de luz, unidos por un par de vigas Warren en los centros de 5 pies (1,5 m), que están soportados por cinco caballetes también de celosía. Cuando se amplió el viaducto original para permitir alojar la vía doble, se erigió un segundo viaducto de construcción casi idéntica en su lado sureste, a 7 pies 6 pulgadas (2,3 m) del puente original, con el espacio entre ambos cubierto por una serie de elementos de arriostramiento y una cubierta de madera. El nuevo viaducto alojó la vía utilizada por los trenes procedentes de Londres. Las celosías tienen un canto de 9 pies 4 pulgadas (2,8 m). Los elementos inferiores (a tracción) de cada celosía nueva incluyen una placa continua en su parte inferior para incrementar la resistencia del conjunto. Los caballetes varían en altura desde 48 pies (14,6 m) a 120 pies (36,6 m); cada uno está construido con cuatro columnas conectadas por arriostramientos horizontales y diagonales. Cada columna está hecha de un número variable de secciones, de extremo a extremo, cada una de las cuales consta de seis piezas cilíndricas unidas con bridas remachadas juntas una al lado de la otra. Los caballetes se estrechan hacia adentro desde la parte inferior y descansan sobre amplias bases de mampostería de 24 pies (7,3 m) de lado. Los caballetes nuevos quedan solapados respecto a los antiguos en su parte inferior.
En cada extremo del viaducto, las cerchas se apoyan sobre cojinetes deslizantes de fundición de hierro, formados por cuatro cilindros de fundición rellenos de hormigón, cuyos apoyos están profundamente cimentados en el terreno.